# Cinnamosma
Cinnamosma Baill. è un genere di piante appartenenti alla famiglia delle Canellaceae, endemico del Madagascar.

## Tassonomia
Il genere comprende tre specie:
- Cinnamosma fragrans Baill.
- Cinnamosma macrocarpa H.Perrier
- Cinnamosma madascariensis Danguy

## Usi
Le piante sono conosciute per le numerose virtù medicinali.
Gli olii essenziali di Cinnamosma sono inoltre utilizzabili in cosmetica.